# Gaofeng (sockenhuvudort i Kina, Hunan Sheng, lat 28,67, long 110,18)
Gaofeng (kinesiska: 高峰, 高峰乡) är en sockenhuvudort i Kina. Den ligger i provinsen Hunan, i den södra delen av landet, omkring 280 kilometer väster om provinshuvudstaden Changsha. Antalet invånare är 7 653. Befolkningen består av 3 661 kvinnor och 3 992 män. Barn under 15 år utgör 18,0 %, vuxna 15-64 år 68 %, och äldre över 65 år 12,0 %.
Runt Gaofeng är det ganska tätbefolkat, med 100 invånare per kvadratkilometer. Närmaste större samhälle är Mingxikou, 13,5 km öster om Gaofeng. I omgivningarna runt Gaofeng växer i huvudsak blandskog.
Genomsnittlig årsnederbörd är 1 926 millimeter. Den regnigaste månaden är maj, med i genomsnitt 396 mm nederbörd, och den torraste är december, med 31 mm nederbörd.